# RTS (세르비아)
RTS(세르비아어: Радио-телевизија Србије/Radio-televizija Srbije 라디오-텔레비지야 스르비예)는 세르비아의 라디오와 텔레비전 방송이다.